# Trichodontidae
I Tricodontidi sono una famiglia di pesci d'acqua salata appartenenti all'ordine dei Perciformes.

## Distribuzione e habitat
Questi pesci sono diffusi nel nord del Pacifico, abitano i fondali sabbiosi, dove si nascondono durante il giorno.

## Specie
- Arctoscopus japonicus
- Trichodon trichodon